# Московский международный кинофестиваль 2005
XXVII Московский международный кинофестиваль проходил с 17 по 26 июня 2005 года. В основном конкурсе соревновались семнадцать фильмов из семнадцати стран. Главный приз «Золотой Георгий» достался картине «Космос как предчувствие» Алексея Учителя. Помимо основного конкурса проводился конкурс «Перспективы», в котором участвовали экспериментальные разноформатные ленты. Остальные картины были объединены в десять кинопрограмм и пять ретроспектив, в общей сложности на фестивале было показано 148 фильмов. В качестве почётных гостей фестиваль посетили режиссёры Питер Гринуэй, братья Жан-Пьер и Люк Дарденны, Томас Винтерберг и актрисы Жанна Моро, Анни Жирардо и Дэрил Ханна.

## Жюри

### Основной конкурс
- Валентин Черных, кинодраматург (Россия, председатель)
- Никола Пьовани, композитор (Италия)
- Ульрих Зайдль, кинорежиссёр (Австрия)
- Янош Кенде, кинооператор (Венгрия)
- Виктория Толстоганова, актриса (Россия)
- Клер Дени, кинорежиссёр, (Франция)

### Конкурс «Перспективы»
- Юрай Якубиско, кинорежиссёр (Словакия, председатель)
- Чон Джунхван, кинорежиссёр (Республика Корея)
- Елена Сафонова, актриса (Россия)

## Конкурс

### Фильмы-участники основного конкурса
- «Балканкан», Дарко Митревски
- «Вечная мерзлота», Аку Лоухимиес
- «Гитара-монголоид», Рубен Эстлунд
- «Девичий пастух», Юсуп Разыков
- «Добро пожаловать домой», Андреас Грубер
- «Дорогая Венди», Томас Винтерберг
- «Желанная жизнь», Джузеппе Пиччони (фильм открытия)
- «Космос как предчувствие», Алексей Учитель
- «Левой, левой, левой!», Казем Маасуми
- «Невесты», Пантелис Вулгарис
- «Последняя луна», Мигель Литтин
- «Развязка», Хуан Пинцас
- «Украденные глаза», Радослав Спасов
- «Улыбка Хасана», Фредерик Гупиль
- «Фарфоровая кукла», Петер Гардош
- «Хроники обыкновенного безумия», Петр Зеленка
- «Чамскраббер», Арье Посин

### Фильмы-участники конкурса «Перспективы»
Конкурс экспериментальных разноформатных фильмов
- «Акнер», Арам Шахбазян
- «Акула в голове», Мария Прохазкова
- «Вдовец», Кевин Лукас
- «Как девушки Гарсия провели лето», Джорджина Ридель
- «Нетто», Роберт Тальхайм
- «Пока не поздно», Лоран Дюссо
- «Принц Гомес», Эрнан Гонсалес Иглесиас
- «Пыль», Сергей Лобан
- «Семеро невинных», Данкан
- «Фактура кожи», Ли Сун-кан

## Кинопрограммы фестиваля

### Азиатский экстрим
Авторская программа Андрея Плахова экстремальных фильмов из Юго-Восточной Азии
- «Камера-шпион», Ван Чольмин
- «Кровь и кости», Вуй Син Тёнг
- «Морепродукты», Вэнь Чжу
- «Нечего терять», Дэнни Пан
- «Общественный туалет», Фрут Чэнь Го
- «Приключения железной киски», Майкл Сяованасаи и Апичатпонг Вирасетакул
- «Разноцветные бутоны», Ян Фань
- «Три… экстрима», Такаси Миикэ, Пак Чхан Ук и Фрут Чэнь Го
- «Тропическая болезнь», Апичатпонг Вирасетакул

### Вокруг света
Панорама мирового кинематографа
- «7 гномов, или Парни из леса», Свен Унтервальдт
- «Батлбай», Миро Билбро
- «Видимость гнева», Майк Байндер
- «Вчера», Даррелл Роодт
- «Гиланех», Рахшан Бани-Этемад и Мохсен Абдолвахаб
- «Голгофа», Фабрис Дю Вельц
- «Голубой металлик (фильм)«Голубой металлик», Дан Верете
- «Дом на воде», Миро Билбро
- «К северу через северо-запад», Альфред Хичкок
- «К югу через юго-восток», Милютин Петрович
- «Кот в мешке», Флориан Шварц
- «Кролик на луне», Хорхе Рамирес Суарес
- «Легенда о Джеке и Роуз», Ребекка Миллер
- «Любовники и убийцы», Виктор Полесный
- «Монгольский пинг-понг», Нин Хао
- «Мост искусств», Эжен Грин
- «Неуловимый», Жером Саль
- «О любви», Чжан Ибай, И Чжиянь и Тэн Симояма
- «Откат», Дэвид Гордон Грин
- «Падение ангела», Семих Капланоглу
- «Потери и обретения», Надежда Косева, Кристиан Минжиу, Ясмила Жбанич, Корнель Мундручо, Стефан Арсениевич и Майт Лаас
- «Поцелуй», Хилде Ван Мегхем
- «Рай сегодня», Хану Абу-Ассад
- «Сабах», Руба Надда
- «Свадьба!», Валери Гиньябодэ
- «Северный ветер», Беттина Оберли
- «Сёстры в ссоре», Александра Леклер
- «Счастье — это грустная песня», Франсуа Делиль
- «Тестостерон», Георг Пануссопулос
- «Убить президента. Покушение на Ричарда Никсона», Нильс Мюллер
- «Убить Фрейда», Жоакин Ористрель
- «Хранитель: Легенда об Омаре Хайяме», Кайван Машаех
- «Член экипажа», Филипп Льоре
- «Эллектра», Рудольф Местдаг
- «Kebab Connection», Анно Саул

### Восемь с половиной фильмов
Авторская программа Петра Шепотинника, в которой собраны фильмы мирового артхауса
- «Билеты», Эрманно Ольми, Аббас Киаростами и Кен Лоуч
- «Вера Дрейк», Майк Ли
- «Дитя», Жан-Пьер и Люк Дарденны
- «Дыра в моём сердце», Лукас Мудиссон
- «Последние дни», Гас Ван Сент
- «Последствия любви», Паоло Соррентино
- «Про Ивана-дурака», Михаил Алдашин
- «Проклятие», Джонатан Кауэтт
- «Самая печальная музыка на свете», Гай Мэдден

### Вторая мировая — взгляд из XXI века
Программа фильмов о Второй мировой войне, снятых в последние годы
- «Близняшки», Бен Сомбогаарт
- «Девятый день», Фолькер Шлёндорф
- «Кантата для Гитлера», Юта Брукнер
- «Мой отец», Эдиджио Эронико
- «Павшие», Ари Тауб
- «Пираты Эдельвейса», Нико фон Глазов
- «Софи Шоль. Последние дни», Марк Ротемунд

### Гала-премьеры
Специальные показы картин
- «Время прощания», Франсуа Озон
- «Входите без стука», Вим Вендерс
- «Греческие каникулы», Вера Сторожева
- «Дура», Максим Коростышевский
- «К Матильде», Клер Дени
- «Красотки», Седрик Клапиш (фильм закрытия)
- «Мама не горюй 2», Максим Пежемский
- «Мандерлей», Ларс фон Триер
- «Незваный гость», Клер Дени
- «Отель „Руанда“», Терри Джордж
- «Переводчица», Сидни Поллак
- «После соития», Юрай Якубиско
- «Скрытое», Михаэль Ханеке

### Датское кино сегодня
Панорама датского кинематографа
- «Братья», Сюзанна Бир
- «День и ночь», Симон Стахо
- «Игры королей», Николай Арсель
- «Марионетки», Андерс Ренноу Кларлунд
- «Молодой Андерсен», Рюмле Хаммерих
- «О, счастливый день!», Хелла Йооф
- «Осужденный», Якоб Тюйсен
- «Пушер 2 — Кровь на моих руках», Николас Виндинг Рефн

### Крепость Европа
Программа документальных фильмов о современной Европе
- «Бар на станции Виктория», Лещек Давид
- «Демонстрантка», Меелис Муху
- «Кеннеди возвращается домой», Желимир Жилник
- «Крепость Европа», Желимир Жилник
- «Мост через Тиссу», Илеана Станкулеску
- «Образы Европы»
- «Паваротти в Эстонии», Марк-Тоомас Соосаар
- «Пересекая границу», Павел Лозиньский, Ян Гогола, Петер Керекеш, Роберт Лакатош и Биляна Сакич-Веселич
- «Перстень», Агнус Рейд
- «Хлеб за забором», Стефан Комадарев

### Национальные хиты
Фильмы, ставшие кассовыми лидерами в национальном прокате
- «Ва-банк 3», Юлиуш Махульский
- «Девственница», Ханни Сапутра
- «Женский роман», Филип Ренч
- «Знакомьтесь с Цукерами!», Дани Леви
- «Разборки в стиле кун-фу», Стивен Чоу
- «Свадьба», Войтек Смаржовски
- «Ушпизин», Гиди Дар
- «Ходячий замок», Хаяо Миядзаки
- «Хористы», Кристоф Барратье
- «Silentium», Вольфганг Мюнбергер

### Российская альтернатива
Программа российского альтернативного кино клуба СИНЕ ФАНТОМ, куратор — Андрей Плахов
- «Богиня: как я полюбила», Рената Литвинова
- «Зелёный слоник», Светлана Баскова
- «Иван-дурак», Александр Дулерайн и Сергей Корягин
- «Офшорные резервы», Александр Дулерайн и Джейми Бредшоу
- «Прямохождение», Евгений Юфит
- «Человек, который молчал», Павел Руминов
- «4», Илья Хржановский
- «Я люблю тебя», Ольга Столповская и Дмитрий Троицкий
- «Вышка Чикатило» Михаила Волохова[1][2]

### Русский след
Зарубежные фильмы, так или иначе связанные с Россией
- «Жеребёнок», Елена Ланская
- «Земля обетованная», Амос Гитаи
- «Одесса, Одесса», Микале Боганим
- «Однажды в Европе», Ханнес Штор
- «Ракушка», Фотини Сископулу
- «Самый сильный человек планеты едет в Россию», Антуан Прум и Борис Кремер

## Ретроспективы

### Хроника военных премьер
Фильмы, снятые в годы Великой Отечественной войны
- «Антоша Рыбкин», Константин Юдин
- «В 6 часов вечера после войны», Иван Пырьев
- «Малахов курган», Александр Зархи и Иосиф Хейфиц
- «Нашествие», Абрам Роом
- «Небо Москвы», Юлий Райзман
- «Однажды ночью», Борис Барнет
- «Она защищает Родину», Фридрих Эрмлер
- «Подводная лодка Т-9», Александр Иванов
- «Радуга», Марк Донской

### Конрад Вольф
Ретроспектива немецкого режиссёра Конрада Вольфа
- «Голый на стадионе»
- «Звёзды»
- «Искатель солнца»
- «Мама, я жив»
- «Мне было девятнадцать»
- «Профессор Мамлок»
- «Расколотое небо»
- «Соло Санни»

### Робер Гедигян
Ретроспектива французского режиссёра Робера Гедигяна
- «В бой!»
- «В городе всё спокойно»
- «В деньгах счастье»
- «Господь извергает тёплых»
- «За жизнь! За смерть!»
- «Мари-Жо и два её любовника»
- «Мариус и Жанетт»
- «Мой папа — инженер»
- «Последнее лето»
- «Прохожий с Марсова поля»

### Памяти Тео Ван Гога
Фильмы трагически погибшего голландского режиссёра Тео Ван Гога
- «06/05»
- «Круто!»

### Питер Гринуэй: русская версия
Последний проект Питера Гринуэя, специально адаптированный для русского зрителя
- «Чемоданы Тульса Лупера. Фильм I»
- «Чемоданы Тульса Лупера. Фильм II»

## Награды фестиваля
- Главный приз «Золотой Георгий» за лучший фильм
«Космос как предчувствие», Алексей Учитель
- Приз «Серебряный Георгий» за лучшую режиссёрскую работу
«Дорогая Венди», Томас Винтерберг
- Специальный приз жюри «Серебряный Георгий»
«Вечная мерзлота», Аку Лоухимиес
- Приз «Серебряный Георгий» за лучшее исполнение мужской роли
Хамид Фаранеджад («Левой, левой, левой!»)
- Приз «Серебряный Георгий» за лучшее исполнение женской роли
Весела Казакова («Украденные глаза»)
- Приз «Серебряный Георгий» за вклад в мировой кинематограф
Иштван Сабо
- Приз «Серебряный Георгий» (включая 20.000 $) за лучший фильм конкурса «Перспективы»
«Как девушки Гарсия провели лето», Джорджина Ридель
- Специальный приз за покорение вершин актёрского мастерства и верность принципам школы К. С. Станиславского
Жанна Моро
- Приз жюри российской кинокритики за лучший фильм основного конкурса
«Хроники обыкновенного безумия», Петр Зеленка
- Приз зрительских симпатий лучшему фильму основного конкурса в соответствии с результатами опроса зрителей
«Чамскраббер», Арье Посин
- Приз ФИПРЕССИ
«Гитара-монголоид», Рубен Эстлунд
- Дипломы
«Пыль», Сергей Лобан
«Фарфоровая кукла», Петер Гардош
«Балканкан», Дарко Митревски